# Иевлевский район

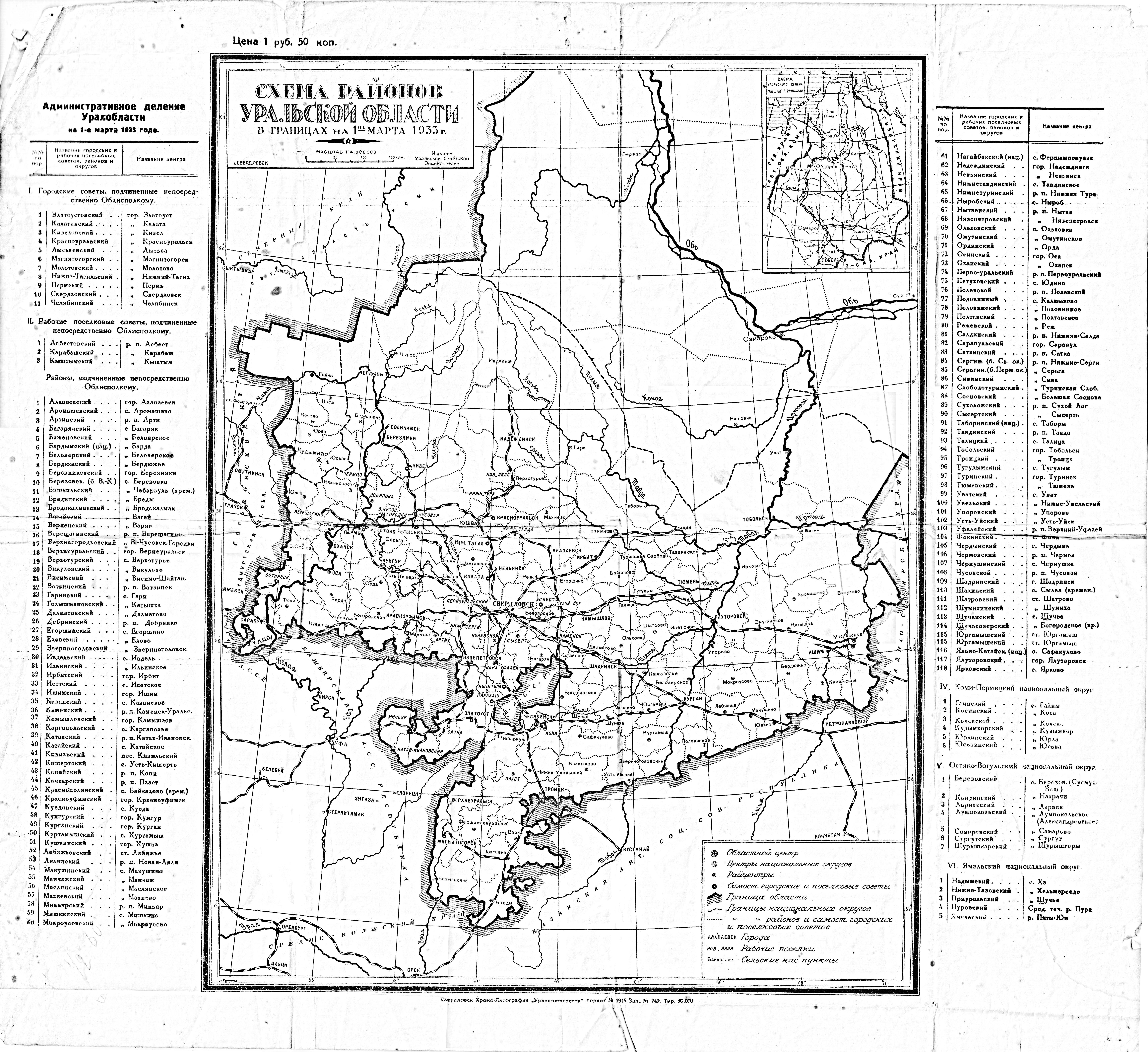
Схема районов Уральской области на 1 марта 1933 года

И́евлевский райо́н Тюменского округа Уральской области РСФСР. Административный центр — село Иевлево.
Образован на основании постановлений ВЦИК от 3 и 12 ноября 1923 года в составе Тюменского округа Уральской области из Гилёволиповской, Калымской, Караульноярской, Плехановской, части Нердино-Кречетинской и части Покровской волостей Тюменского уезда Тюменской губернии.
В район вошло 16 сельсоветов: Агальинский, Артамоновский, Бачелинский, Бачкунский, Боровской, Варваринский, Иевлевский, Караульноярский, Красноярский, Лысовский, Петропавловский, Плехановский, Таракановский, Черноярский , Шайтановский, Яровский.
С 1 января 1925 года Шайтановский сельсовет упразднён.
Постановлением президиума Уралоблисполкома от 17 июня 1925 года район упразднён, его территория вошла в состав Ярковского района. Часть территории в состав Байкаловский район.